# Herbert Rein
Herbert Rein (* 14. September 1899 in Berlin; † 26. Februar 1955 in Frankfurt am Main) war ein deutscher Industriechemiker, bekannt für die großtechnische Entwicklung von Polyacrylnitril (PAN) als Kunstfaser.
Rein studierte ab 1919 Chemie an der Universität Berlin und wurde dort 1923 promoviert. Danach war er Forschungschemiker bei Agfa im Werk Wolfen, die ihn zur Weiterbildung auch an das Kaiser-Wilhelm-Institut für Chemie in Berlin schickten. 1928 kehrte er zurück (ab 1931 als Leiter des Labors für Kunstseide der I.G. Farben, zu denen Agfa ab 1925 gehörte, in Wolfen) und leitete die Entwicklung der Produktion der PeCe-Faser aus Polyvinylchlorid. Danach wandte er sich PAN zu, dass zwar 1930 entdeckt worden war, aber sich nicht lösen ließ und so nicht aus der Schmelze als Kunstfaser gesponnen werden konnte.
Rein fand ein geeignetes Lösungsmittel für PAN, zuerst ionische Lösungen und dann 1941 Dimethylformamid (Patent 1942), mit dem er den Durchbruch schaffte und gleichzeitig die damals gängige Auffassung widerlegte, dass Lösungsmittel für Polymere niedrigsiedend sein müssten. 
Ende des Zweiten Weltkriegs ging er zur Kunstseidenfabrik Bobingen bei Augsburg und 1945 wurde er Treuhänder des ehemaligen IG-Farben-Betriebs Anorgana in Gendorf. Danach leitete er die Neue Augsburger Kattunfabrik und ab 1950 leitete er die Abteilung Kunststoffe bei Cassella in Frankfurt-Fechenheim, wo er die Produktion der PAN-Faser aufbaute. Zuerst geschah das in den USA bei DuPont, wo die Eignung von Dimethylformamid als Lösungsmittel 1944 unabhängig entdeckt wurde und nach dem Krieg eine PAN-Faser unter dem Namen Orlon produziert wurde. In Deutschland kam die PAN-Faser 1954 als Dralon auf den Markt.